# August Weismann
August Weismann, född 17 januari 1834 i Frankfurt am Main, död 5 november 1914 i Freiburg im Breisgau, var en tysk zoolog.
Weismann studerade i Göttingen och innehade, sedan han under zoologen Rudolf Leuckarts ledning förts in på den vetenskapliga zoologins studium, under två år platsen som livmedikus hos ärkehertig Stefan av Österrike, vilken levde i landsflykt på sitt slott Schaumburg. Där skrev Weismann sitt första betydande arbete Die Entwicklungsgeschichte der Dipteren (1864).
Under det Weismann i Freiburg im Breisgau, dit han 1863 flyttat som privatdocent och där han 1866 anställdes som professor i zoologi, var sysselsatt med embryologiska undersökningar, drabbades han av en ögonsjukdom, som tvingade honom att under tio år helt avstå från mikroskopiska arbeten. Det var under denna tid han planlade de studier och arbeten om evolution som gjorde honom till en av sin tids mest framstående biologer och till neodarwinismens främste representant.
Weismann vände sig mot teorin (först lanserad av Lamarck) att egenskaper som en organism förvärvar under sin livstid kan gå i arv till avkomman. Han försökte visa att så inte var fallet genom experiment där han skar svansarna av möss, som därefter tilläts fortplanta sig. Experimentet omfattade ett stort antal möss som fick svansarna avskurna under flera generationer. Då de svanslösa mössens avkomma utan undantag föddes med svans, och svanslängden inte heller blev kortare från generation till generation, menade Weismann att detta talade mot teorin att förvärvade egenskaper kunde gå i arv.
Enligt Weismann finns det inga allmängiltiga naturliga processer som gör det oundvikligt att levande organismer så småningom måste åldras och dö. Han menade istället att förmågan att dö genom ålder är en egenskap som organismer gradvis har utvecklat genom evolutionära processer. När en organism har fortplantat sig och fört sina arvsanlag vidare fyller dess fortsatta existens inget syfte, menade Weismann. Evigt liv är således en "onödig lyx" som saknar överlevnadsvärde för djurriket som helhet. Högre organismer dör därför som regel vid en tidpunkt då de haft tillräcklig tid på sig för att fortplanta sig och ta hand om sin avkomma till dess den kan klara sig på egen hand. Lägre organismer som ännu inte utvecklat förmågan att dö (exempelvis amöbor) kan emellertid, enligt Weismann, teoretiskt sett leva för evigt så länge deras liv inte avslutas genom någon yttre orsak.
Weismann var, enligt vetenskapshistorikern Erik Nordenskiöld, en "rikt begåvad och kraftfull förkämpe" för Charles Darwins teori om det naturliga urvalet, vilken mot slutet av 1800-talet och kring 1900-talets början var starkt omstridd och utmanades av företrädare för bland annat neo-Lamarckismen. Av särskild betydelse var hans arbeten på genetikens område. Som ett slags vetenskapligt testamente utgav han 1902 Vorträge über Deszendenztheorie (andra upplagan 1904). Han tilldelades Darwinmedaljen 1908 och blev ledamot av Kungliga Vetenskapsakademien 1897 och av Fysiografiska sällskapet i Lund 1905.

## Övriga skrifter i urval
- Beiträge zur Naturgeschichte der Daphniden (1877)
- Über die Dauer des Lebens (1881)
- Die Entstehung der Sexualzellen bei den Hydromedusen (1883)
- Die Kontinuität des Keimplasmas als Grundlage einer Theorie der Vererbung (1885)
- Über die Zahl der Richtungskörper und über ihre Bedeutung auf die Vererbung (1887)
- Das Keimplasma (1892)
- Gesammelte Aufsätze über Vererbung und verwandte biologische Fragen (1892)
- Die Allmacht der Naturzüchtung (1893)